# Niels Blach
Niels Svend Blach (ur. 6 grudnia 1893 w Kopenhadze, zm. 10 grudnia 1979 tamże) – duński hokeista na trawie. 
Na igrzyskach w Antwerpii 1920 wraz z drużyną zdobył srebrny medal.
Jego brat Ejvind zdobył wraz z nim srebrny medal na igrzyskach olimpijskich w 1920, drugi brat Arne wystąpił w hokeju na lodzie na igrzyskach olimpijskich w 1928 i 1936, a bratanek Preben startował w hokeju na trawie na igrzyskach olimpijskich w 1948.